# Gravenhorstia picta
Gravenhorstia picta is een insect dat behoort tot de orde vliesvleugeligen (Hymenoptera) en de familie van de gewone sluipwespen (Ichneumonidae). De wetenschappelijke naam van de soort werd voor het eerst geldig gepubliceerd door Friedrich Boie in 1836. De soort werd ontdekt aan de Oostzeekust in de buurt van Kiel.